# Humanismo Mexicano
El Humanismo Mexicano es la denominación propuesta por Andrés Manuel López Obrador para definir la filosofía política que guía al gobierno de la Cuarta Transformación. Es un modelo de gobierno que coloca al ser humano en el centro de las políticas públicas, con un énfasis especial en la justicia social y el bienestar de los más desfavorecidos.

## Antecedentes históricos e ideológicos
El Humanismo Mexicano se inscribe en una larga tradición de pensamiento social, político y filosófico en México y Latinoamérica, del cual retoma diversos antecedentes:
- Raíces humanistas y cristiano-sociales: Algunos analistas ubican los orígenes del humanismo mexicano en figuras de la Nueva España como Vasco de Quiroga (siglo XVI), también llamado Tata Vasco. Quiroga, influido por las ideas renacentistas de Tomás Moro y Erasmo de Róterdam, aplicó principios humanistas  en favor de las comunidades indígenas de Michoacán, promoviendo la educación, la vida comunitaria y la solidaridad con los pobres. Se le considera “forjador de la idea de la solidaridad con los pobres como eje prioritario” en México colonial y, en opinión de algunos, precursor del humanismo mexicano en tanto     buscó dignificar a los pueblos originarios. Esta corriente también está vinculada con la tradición del humanismo cristiano (inspirado en la doctrina social  de la Iglesia) que influenció a distintos pensadores mexicanos; por ejemplo, el Partido Acción Nacional (fundado en 1939) basó su ideario en  un “humanismo político” de raíces cristianas siguiendo a filósofos como Jacques Maritain.[4]
- Pensamiento liberal y movimientos sociales mexicanos: El discurso del Humanismo Mexicano reivindica explícitamente las grandes gestas históricas de México. López Obrador ha  señalado que lo inspiran “los mexicanos que nos han dado patria”, es decir, los héroes de la Independencia, los líderes liberales de     la Reforma del siglo XIX, y los revolucionarios sociales de la Revolución Mexicana. Estas tres transformaciones históricas (1810, 1857 y 1910) forjaron valores como la soberanía nacional, la justicia social, la defensa de los derechos del pueblo y la lucha contra la opresión, los cuales son asumidos  como antecedentes ideológicos de la Cuarta Transformación. Los Sentimientos de la Nación de José María Morelos (1813)  abogaban por moderar la opulencia y la indigencia, prefigurando la preocupación humanista por la igualdad; Benito Juárez y los liberales de la Reforma defendieron la dignidad cívica y la separación Estado-Iglesia; y la Constitución de 1917, emanada de la Revolución, consagró derechos sociales (educación pública, propiedad comunal de la tierra, derechos laborales). El nacionalismo revolucionario del siglo XX –particularmente bajo el gobierno de Lázaro Cárdenas (1934-1940)– enfatizó la justicia para los campesinos y     obreros, la soberanía económica (expropiación petrolera) y el papel social  del Estado, elementos que el actual gobierno retoma dentro de su propio marco humanista.[5]
- Influencias latinoamericanas y universales: La formulación del Humanismo Mexicano también se ve alimentada por corrientes  de pensamiento latinoamericano enfocadas en la emancipación social y la dignidad humana. Se pueden citar afinidades con la teología de la liberación (que propugna la opción preferencial por los pobres desde una ética cristiana) y con el humanismo latinoamericanista de figuras como José Martí o José Carlos Mariátegui, que abogaron por la justicia social frente al imperialismo. Igualmente, el término “humanismo” conecta con una tradición filosófica universal: desde el humanismo  renacentista europeo (Pico della Mirandola, Erasmo, Moro) hasta los pensadores contemporáneos que identificaron rasgos humanistas en las ideologías de izquierda (por ejemplo, Erich Fromm o el filósofo italiano Rodolfo Mondolfo examinaron las raíces humanistas del marxismo). La originalidad del Humanismo Mexicano reside en las culturas originarias y en la historia propia de México: Reivindica que la civilización mexicana (indígena y mestiza) es tan rica como las grecolatinas, con profundas tradiciones comunitarias, espirituales y de resistencia que ahora informan un modelo de desarrollo centrado en el ser humano.[6]

## Contexto político
El Humanismo Mexicano emerge en el contexto de la denominada Cuarta Transformación (4T), el proyecto de cambio político y social emprendido por López Obrador desde su llegada a la presidencia en 2018. La 4T se plantea como una nueva etapa histórica de México, equiparada simbólicamente con las tres grandes transformaciones del pasado (Independencia, Reforma y Revolución). En sus primeros años de gobierno, López Obrador implementó políticas orientadas a revertir el modelo neoliberal dominante desde los años 1980-90, poniendo énfasis en la intervención estatal, la austeridad republicana y la expansión de programas sociales. Sin embargo, fue hasta finales de 2022 cuando el presidente articuló explícitamente el término “Humanismo Mexicano” para definir la doctrina de su gobierno.

## Recepción pública, académica y crítica
El planteamiento del Humanismo Mexicano ha recibido reacciones variadas en distintos sectores de la sociedad y entre intelectuales, generando tanto adhesiones entusiastas como escepticismo y críticas. En general, los simpatizantes de la Cuarta Transformación han acogido el término positivamente, viéndolo como la cristalización teórica de un cambio palpable en la vida pública. Para seguidores de López Obrador, el Humanismo Mexicano representa un retorno a los valores de justicia social y soberanía popular: destacan logros como la reducción de la pobreza laboral, la revalorización del salario mínimo o la ampliación de derechos sociales como pruebas de un gobierno más humano en contraste con administraciones anteriores. Algunos ideólogos cercanos han elogiado que la 4T se defina como humanista; por ejemplo, el ensayista Emilio Ulloa afirmó que “el humanismo mexicano es la columna vertebral de la ideología de la Cuarta Transformación” y que la izquierda contemporánea o es humanista o no merece llamarse izquierda.
En contraste, los sectores críticos cuestionan la vaguedad y la autenticidad del concepto. Académicos y comentaristas opositores han expresado dudas sobre si el Humanismo Mexicano es realmente una doctrina novedosa o solo un eslogan retórico para fines políticos. El filósofo Ernesto Priani señala que López Obrador tomó prestado el término “humanismo” más como “herramienta para resignificar y ampliar” su proyecto político que como una filosofía desarrollada a profundidad. Priani observa que en la historia política mexicana ya existía una corriente de “humanismo cristiano” asociada a los fundadores del Partido Acción Nacional (la derecha conservadora), por lo que al autodefinirse como humanista, López Obrador podría estar intentando apropiarse de un concepto tradicionalmente usado por sus opositores. Este analista interpreta que al añadir la palabra “mexicano” el presidente solo busca distinguir su versión de la de los panistas, pero en esencia no aporta un contenido nuevo pues “los panistas ya hacían ‘humanismo mexicano’” décadas antes. Incluso sugiere que la maniobra tiene un tinte estratégico, ya que enfatizar la importancia de la familia y valores morales comunes podría ser un movimiento de López Obrador “hacia la derecha” para ganar simpatías entre sectores tradicionalistas.